# Граничне (Табунський район)
Грани́чне (рос. Граничное) — село у складі Табунського району Алтайського краю, Росія. Входить до складу Алтайської сільської ради.

## Населення
Населення — 63 особи (2010; 262 у 2002).
Національний склад (станом на 2002 рік):
- росіяни — 59 %